# Zbrodnie Palm Glade
Zbrodnie Palm Glade (ang. The Glades) – dramat kryminalny, amerykański serial telewizyjny wyprodukowany przez Fox Television Studios, Grand Productions oraz Innuendo Productions. Twórcą serialu jest Clifton Campbell. Serial był emitowany od 11 lipca 2010 roku do 26 sierpnia 2013 roku przez stację A&E.
W Polsce serial był emitowany od 16 grudnia 2011 roku przez stację Fox Polska

## Fabuła
Jim Longworth (Matt Passmore) detektyw z Chicago zostaje fałszywie oskarżony o romans z żoną swojego szefa. Po aferze przenosi się na Florydę i podejmuje pracę w Departamencie Prawa.

## Obsada
- Matt Passmore jako det. Jim Longworth
- Kiele Sanchez jako Callie Cargill
- Carlos Gómez jako dr Carlos Sanchez
- Uriah Shelton jako Jeff Cargill
- Jordan Wall jako Daniel Green
- Michelle Hurd jako Colleen Manus
- Taylor Cole jako Jennifer Starke
- Emma Myers jako Paige Slayton

## Odcinki
| Sezon | Sezon | Odcinki | Oryginalna emisja A&E | Oryginalna emisja A&E | Oryginalna emisja Fox Polska | Oryginalna emisja Fox Polska | Oryginalna emisja Fox Polska |
| Sezon | Sezon | Odcinki | Premiera sezonu       | Finał sezonu          | Premiera sezonu              | Finał sezonu                 |                              |
| ----- | ----- | ------- | --------------------- | --------------------- | ---------------------------- | ---------------------------- | ---------------------------- |
|       | 1     | 13      | 11 lipca 2010         | 3 października 2010   | 16 grudnia 2011              | 9 marca 2012                 |                              |
|       | 2     | 13      | 5 czerwca 2011        | 5 września 2011       | 5 listopada 2012             | 11 lutego 2013               |                              |
|       | 3     | 10      | 3 czerwca 2012        | 12 sierpnia 2012      | 7 listopada 2013             | 2 stycznia 2014              |                              |
|       | 4     | 13      | 27 maja 2013          | 26 sierpnia 2013      | 5 grudnia 2014               | brak danych                  |                              |